# Glazai Dohou Kevin
Pour les articles homonymes, voir Dohou et Kevin.
 (mars 2012).
Si vous disposez d'ouvrages ou d'articles de référence ou si vous connaissez des sites web de qualité traitant du thème abordé ici, merci de compléter l'article en donnant les références utiles à sa vérifiabilité et en les liant à la section « Notes et références ».
Glazai Dohoun Kevin, pseudonyme d'Aristide Dohou Kevin, est un acteur, humoriste, homme de théâtre et chanteur ivoirien, né dans la commune d’Adjamé en 1975.

## Biographie
Dohou Kevin Aristide a grandi à Attécoubé. Il se forme sur le tas à travers les activités extras-scolaires des différents établissements qu'il a fréquenté.
Il fait sa première télévision en 1984 dans l'émission Appelez-moi Léo et c'est en 1995 que commence sa carrière professionnelle lorsqu'il est choisi parmi les chroniqueurs de Radio Côte d'Ivoire pour les émissions Dimanche détente animée par Doh Ouattara et Paul Kouamé, Allocodrome animée par Touré Aboubacar dit Tonton Bouba.
En 1996, il s'associe aux artistes Jimmy Danger, Guei Veh, Sali Kamagate et ils créent le groupe « Les Kpakpato » pour l'émission de télévision de variété musicale et d'humour Samedi sur la une animée par Claude Tamoh. Proche de l'animateur des émissions pour enfants Awaney et Wozo vacance, Tonton Bouba, il est coopté pour les pré-animations avant les directs de 96-98.
En 1997, naît un concept le Doromikan. Il en est membre, le groupe se fait appeler Adama Dahico et le Doromikan avec Tatiana de Makensira et Kebe Mamadou.
En 1998, sort le premier album Eh Djah du groupe Doromikan 145 000 exemplaires, qui bat le record des ventes en Cote d'Ivoire. Cet album permet au groupe de jouer sur plusieurs scènes africaines et européennes : Bamako, Conakry, Ouagadougou, Bobo-Dioulasso, Cotonou, Lomé, Niamey, Brazzaville, Dakar, etc. mais aussi Paris, Genève et Bruxelles.
Il entame une carrière solo en 2000 avec la sortie de son premier opus Le témoin qui traite des réalités africaines avec son titre phare Gbaidor qui le propulse au devant des grandes scènes. Il est la convoitise des grandes firmes de la place, plus tard dans la même année il assure un rôle de gangsters avec Jimmy Danger dans le film Anatole Gouhourou réalisé par Guedeba Martin. La même année il sort son deuxième album solo Seul Dieu qui a eu moins de succès que le précédent.
En 2002, il tourne sa première publicité avec une maison de téléphonie mobile Ivoiris par le canal de l'agence Voodoo communication. D'autres maisons de communication telles que AG Partners le contactent par la suite pour des prestations sur différents produits.
Il est aussi le créateur de l'ensemble artistique de comédiens, humoristes, interprètes et chanteurs Eachic avec des artistes tels que Zongo, Decothey, Boucary, Tao, Kone Martine, Abass, Kokore, Digbeu Cravate, etc. qui est sollicité par des sociétés telles que Orange CI, CI Telecom, Blohorn ou Nestlé pour vendre et communiquer sur leurs offres et services.
En juin 2002, il est retenu parmi les acteurs principaux de la série télévisée Ma famille d'Akissi Delta. Toujours par le canal de l'agence Voodoo, il tourne sa deuxième publicité sur les Toles le Guerrier avec Amédée Pierre, Laurent Pokou et Ismaël Isaac. Sa collaboration avec cette agence de communication lui permet d'assurer la direction artistique de certaines publicités et sitcom[Lesquels ?].
Il est aussi retenu pour le rôle d'acteur principal de Bony avec Suzane Kouame dans le rôle de Amah dans un film de sensibilisation sur le VIH-SIDA intitulé Amah Djah Foulé, réalisé par Alexis Don Zigré.
Il se consacre entièrement en 2005 au tournage de la série Ma famille et intègre l'équipe de production pour assurer les relations publiques. Il est ensuite sollicité à nouveau pour Amah Djah Foulé II dans le rôle de Bony, réalisé par Yehiri Malibu.
En 2009, il est élu membre du conseil d'administration du Bureau Ivoirien du Droit d'Auteur (BURIDA).
Il sort en 2011 un maxi-single Le Phénix qui n'a pas eu le temps de se promouvoir en Cote d'Ivoire compte tenu de la crise post-électorale, mais qui s'est finalement lancé à Cotonou au Bénin où il s'était réfugié.
En 2018 il met sur pied une association africaine d'artistes comédiens francophone de la diaspora dénommée Diaspo Afro Comédie (D.A.C). Cette association est depuis Janvier 2023 légalement constituée au Luxembourg et il en est le PCA.

## Théâtre
- La Tragédie du roi Christophe
- L'Ombre de l'homme
- Ramsès II
- L'Ordonnance
- L'Exil du roi Alboury

## Filmographie
- Sida dans la cité 2
- Les Travailleurses
- Mimi Gono
- Vendeur d'illusion
- Bouche africaine
- Anatole Gohourou
- Amah Djah Foulé 1 et 2
- Ma famille (série TV)
- Troisième Œil
- Ma grande Famille (série Tv)
- La Terrasse
- Scène sur Seine

## Discographie
- Le Témoin
- Seul Dieu
- Éléphant humoriste
- Le Phénix